# KKQLOPDOPIS
KKQLOPDOPIS (Caca culo pedo pis) es el primer álbum de estudio de la banda Chabelos, lanzado oficialmente en 2003. La publicación del álbum no fue muy exitosa,[cita requerida] pero aun así siguieron grabando. Contiene 5 Covers, Dos de ellos siendo hacia canciones de  La canción más destacada[¿por quién?] de este álbum es "Loco por tu amor".

## Lista de canciones
1. Saca la huevada (2:15)
2. Pare de sufrir (3:51)
3. Caca culo pedo pis (KKQLOPDOPIS) (2:21)
4. Loco por tu amor (4:27)
5. ¿Por qué te vas? (5:11)
6. Papi deja de fumar (3:51)
7. Rebelde (3:04)
8. Spiderman (3:35)
9. Buenas noches vecindad (3:28)